# 婦女事務委員會
婦女事務委員會是香港專責處理婦女事務的公營機構，於2001年1月15日成立。委員會的職責，主要是促進香港女性的權益與福祉，並且向香港政府提供婦女事務政策的意見。

## 創立使命
「促使女性在生活各方面充分獲得應有的地位、權利及機會。」 

## 組織架構
委員會轄下成立了四個工作小組推展其工作：
- 締造有利環境工作小組
- 增強能力工作小組
- 公眾教育工作小組
- 協作工作小組

## 歷任主席
- 梁劉柔芬（2001年1月15日—2006年1月15日）
- 高靜芝　（2006年1月15日—2010年1月15日）
- 劉靳麗娟（2010年1月15日—2018年1月15日）
- 陳婉嫻　（2018年1月15日—）

## 委員會成員
婦女事務委員會由非官方成員擔任主席，另有20名非官方成員和三名官方成員，全部由香港特別行政區行政長官委任。婦女事務委員會於2020年1月15日公布的成員名單：
主席
- 陳婉嫻

官方成員
- 勞工及福利局常任秘書長或代表
- 政制及內地事務局局長或代表
- 社會福利署署長或代表

非官方成員
- 陳麗雲
- 趙麗娟
- 禤惠儀
- 林恬兒
- 劉仲恒
- 李錦霞
- 羅婉文
- 呂汝漢
- 伍穎梅
- 伍婉婷
- 彭韻僖
- 龐愛蘭
- Rigam Rai
- 蘇潔瑩
- 蔡曉慧
- 崔宇恆
- 王少華
- 黃何淑英
- 胡潔瑩
- 楊建霞

秘書
- 勞工及福利局助理秘書長（福利）2A

## 外部連結
- 婦女事務委員會